# Gyrinus pleuralis
Gyrinus pleuralis är en skalbaggsart som beskrevs av Henry Clinton Fall. Gyrinus pleuralis ingår i släktet Gyrinus och familjen virvelbaggar. Inga underarter finns listade i Catalogue of Life.